# Chrístos Myrioúnis
Chrístos Myrioúnis (grec moderne : Χρήστος Μυριούνης), né le 15 juin 1971, à Athènes, en Grèce, est un ancien joueur grec de basket-ball. Il évolue durant sa carrière au poste d'ailier fort.

## Palmarès
- Coupe de Grèce 1993, 1996
- Ligue des champions d’Europe 1996
- Finaliste du championnat d'Europe -22 ans 1992
- Finaliste des Jeux méditerranéens de 1991